# Eckerö
Eckerö är en ö och kommun i västra Åland i Finland. Kommunen har cirka 950 invånare. Eckerö ligger 35 kilometer från Mariehamn, som man når via broförbindelse.

## Geografi
Kommunen består av huvudön Eckerö och cirka 200 mindre öar. Centralorten heter Storby. Andra byar är Björnhuvud, Finbo, Kyrkoby, Marby, Torp och Överby.
Naturreservatet Träsket och viken Kyrksundet finns i kommunen. Finbofjärden och Marsund skiljer Eckerö från Hammarland.

## Historia
Namnet Eckerö kommer troligen från ordet "ek". Det är samma namn som Ekerö i Mälaren och Öckerö i Bohuslän.

## Sevärdheter
- Eckerö kyrka från 1200-talet
- Eckerö post- och tullhus med museum
- Käringsunds fiskeläge med många sjöbodar
- Ålands jakt- och fiskemuseum
- Labbas Hembygds- och Bankmuseum
- En av världens största midsommarstänger i Storby

## Turism
Eckerö är en populär turistort med många sandstränder, bland annat Degersand. Kommunen har många soltimmar och erbjuder golf, minigolf och en stor idrottshall kallad Eckeröhallen.

## Kommunikationer
Man når Eckerö med färja från Grisslehamn i Sverige till Berghamn. Resan tar ungefär två timmar. Det går också färjor till Mariehamn från flera städer runt Östersjön.

## Befolkning

### Befolkningsutveckling
| Befolkningsutvecklingen i Eckerö kommun 1910–2020              | Befolkningsutvecklingen i Eckerö kommun 1910–2020 | Befolkningsutvecklingen i Eckerö kommun 1910–2020 | Befolkningsutvecklingen i Eckerö kommun 1910–2020 | Befolkningsutvecklingen i Eckerö kommun 1910–2020 |
| -------------------------------------------------------------- | ------------------------------------------------- | ------------------------------------------------- | ------------------------------------------------- | ------------------------------------------------- |
|                                                                |                                                   |                                                   |                                                   |                                                   |
| År                                                             |                                                   |                                                   | Folkmängd                                         |                                                   |
| 1910                                                           | 1910                                              |                                                   | 1 082                                             |                                                   |
| 1920                                                           | 1920                                              |                                                   | 1 133                                             |                                                   |
| 1930                                                           | 1930                                              |                                                   | 1 050                                             |                                                   |
| 1940                                                           | 1940                                              |                                                   | 1 028                                             |                                                   |
| 1950                                                           | 1950                                              |                                                   | 942                                               |                                                   |
| 1960                                                           | 1960                                              |                                                   | 846                                               |                                                   |
| 1970                                                           | 1970                                              |                                                   | 690                                               |                                                   |
| 1980                                                           | 1980                                              |                                                   | 685                                               |                                                   |
| 1990                                                           | 1990                                              |                                                   | 811                                               |                                                   |
| 2000                                                           | 2000                                              |                                                   | 830                                               |                                                   |
| 2010                                                           | 2010                                              |                                                   | 943                                               |                                                   |
| 2020                                                           | 2020                                              |                                                   | 958                                               |                                                   |
| Anm: Uppgifterna avser förhållandena den 31 december varje år. |                                                   |                                                   |                                                   |                                                   |

### Språk
Majoriteten av invånarna (87%) har svenska som modersmål. Cirka 5% talar finska och 8% andra språk.

## Bildgalleri

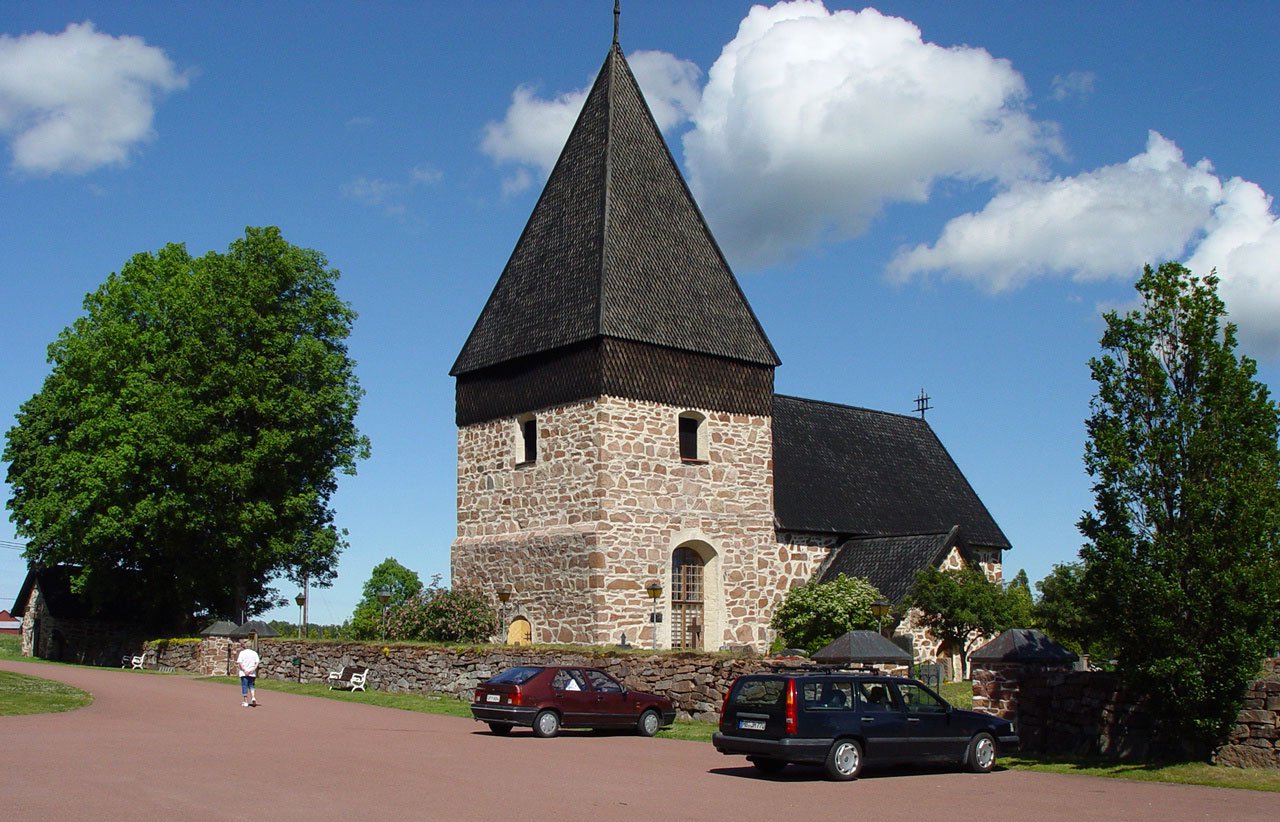
Eckerö kyrka
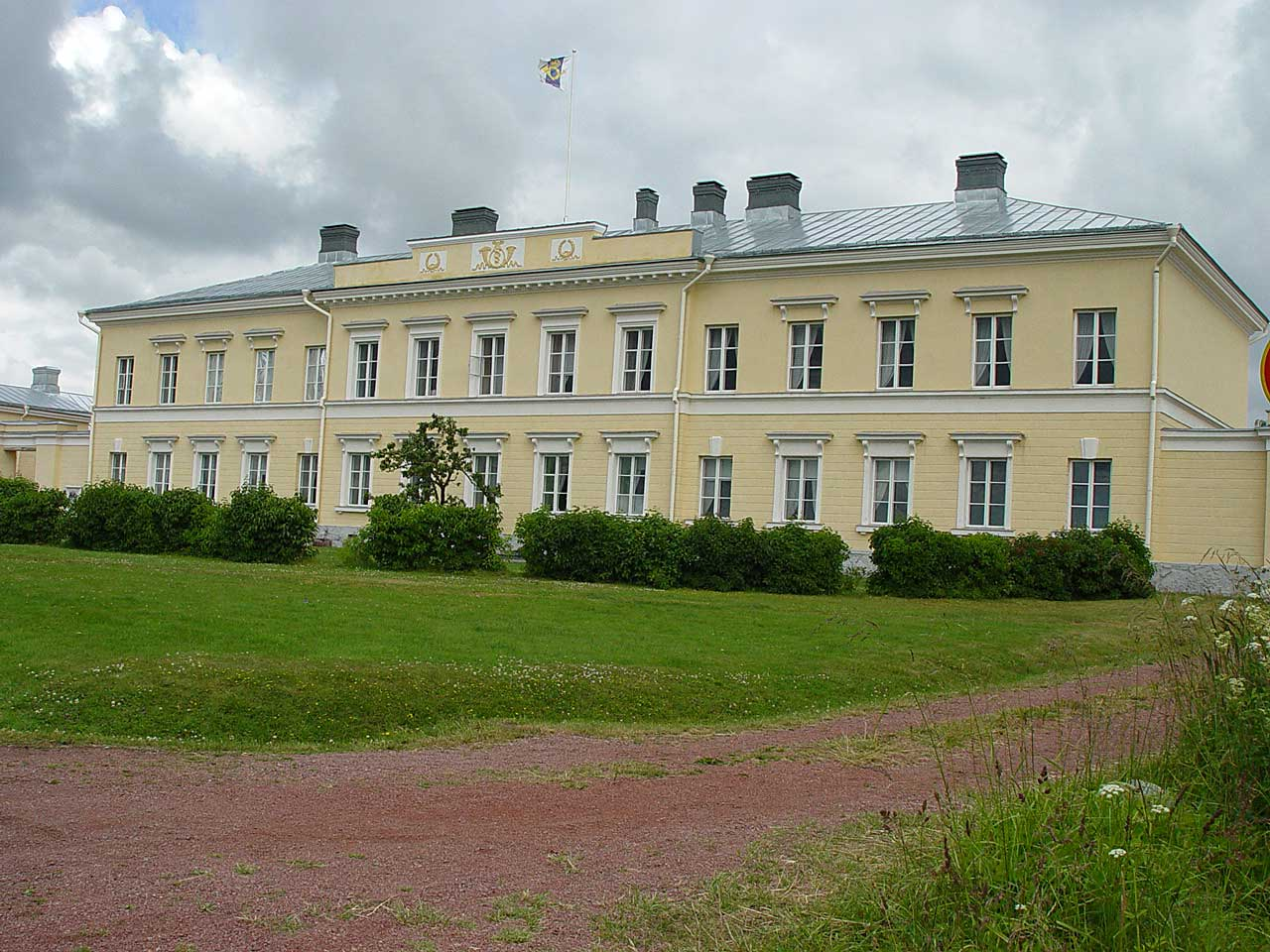
Eckerö post- och tullhus
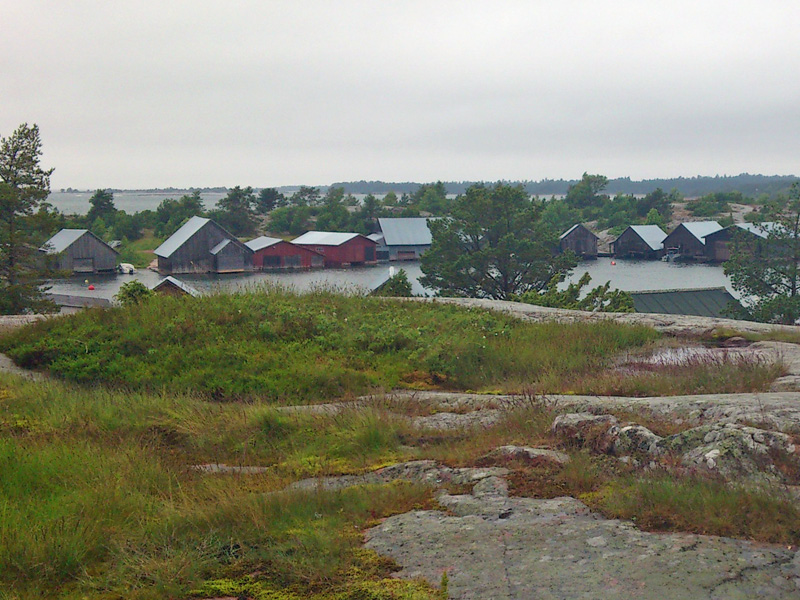
Käringsunds fiskeläge
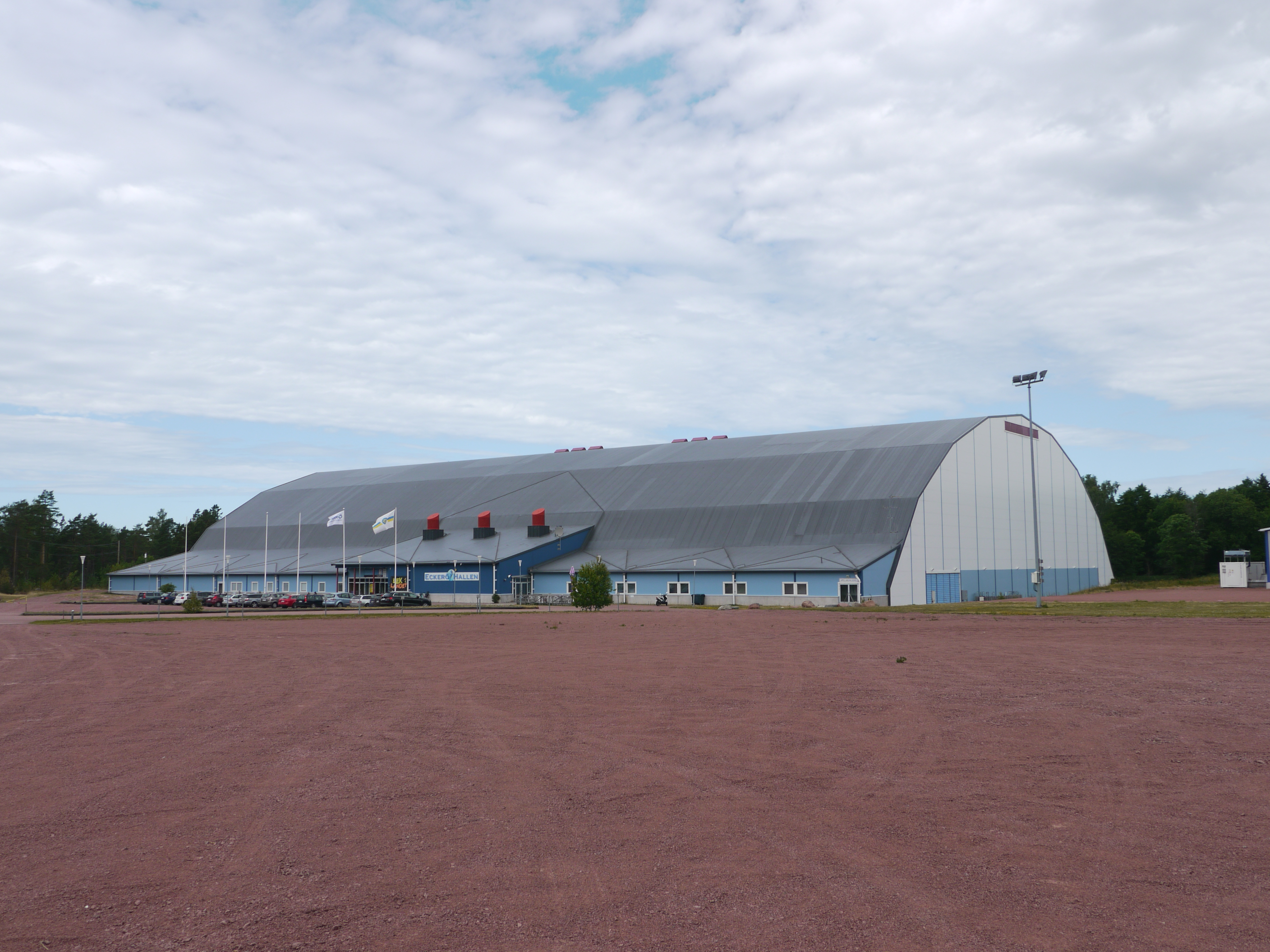
Eckeröhallen